# Grčija na Pesmi Evrovizije
Grčija nastopa na Pesmi Evrovizije od leta 1974. Kasneje se izbora ni udeležila šestkrat, in sicer v letih 1975, 1982, 1984, 1986, 1999 in 2000. Svojo prvo zmago je dosegla leta 2005, ko jo je predstavljala pevka Elena Paparizou s pesmijo My number one. Druga najboljša grška uvrstitev pred tem je bila iz leta 2001, ko je duo Antique, v katerem je nastopala prav tako Elena Paparizou, s pesmijo Die for you (I would) zasedla 3. mesto. Tudi leta 2005 je grški predstavnik Sakis Rouvas zasedel 3. mesto. Zaradi zmage leta 2005 je Pesem Evrovizije 2006 gostila grška prestolnica Atene. Voditelja sta bila Sakis Rouvas in Maria Menounos. 
Leta 2008 je pevka Kalomira zopet dosegla znaten uspeh, in sicer je s pesmijo Secret Combination zasedla 3. mesto. Na izboru leta 2009 v Moskvi je Grčijo ponovno zastopal Sakis Rouvas ter zasedel v finalu 7. mesto.
Pri glasovanju se zlasti zadnja leta v času telefonskega glasovanja dogaja, da Grčija praviloma podeli najvišje število točk Cipru in obratno. Veliko ciprškega prebivalstva namreč predstavljajo Grki, skupen jima je tudi jezik. To je le eden od primerov »političnega glasovanja« na Pesmi Evrovizije.
Leta 2020 je bilo tekmovanje za Pesem Evrovizije odpovedano.

## Grški predstavniki
| Leto | Izvajalec                           | Pesem                              | Finale             | Točke              | Polfinale                   | Točke                       |
| ---- | ----------------------------------- | ---------------------------------- | ------------------ | ------------------ | --------------------------- | --------------------------- |
| 1974 | Marinella                           | »Krasi, thalasa ke t' agori mu«    | 11.                | 7                  | Ni bilo polfinalov          | Ni bilo polfinalov          |
| 1976 | Mariza Koch                         | »Panayia mu, panayia mu«           | 13.                | 20                 | Ni bilo polfinalov          | Ni bilo polfinalov          |
| 1977 | Paschalis, Marianna, Robert & Bessy | »Mathima solfege«                  | 5.                 | 92                 | Ni bilo polfinalov          | Ni bilo polfinalov          |
| 1978 | Tania Tsanaklidou                   | »Charlie Chaplin«                  | 8.                 | 66                 | Ni bilo polfinalov          | Ni bilo polfinalov          |
| 1979 | Elpida                              | »Sokrati«                          | 8.                 | 69                 | Ni bilo polfinalov          | Ni bilo polfinalov          |
| 1980 | Anna Vissi & The Epikouri           | »Autostop«                         | 13.                | 30                 | Ni bilo polfinalov          | Ni bilo polfinalov          |
| 1981 | Yiannis Dimitras                    | »Fegari kalokerino«                | 8.                 | 55                 | Ni bilo polfinalov          | Ni bilo polfinalov          |
| 1983 | Kristie Stassinopoulou              | »Mu les«                           | 14.                | 32                 | Ni bilo polfinalov          | Ni bilo polfinalov          |
| 1985 | Takis Mpiniaris                     | »Miazume«                          | 16.                | 15                 | Ni bilo polfinalov          | Ni bilo polfinalov          |
| 1987 | Bang                                | »Stop«                             | 10.                | 64                 | Ni bilo polfinalov          | Ni bilo polfinalov          |
| 1988 | Afroditi Frida                      | »Clown«                            | 17.                | 10                 | Ni bilo polfinalov          | Ni bilo polfinalov          |
| 1989 | Mariana                             | »To dhiko su asteri«               | 9.                 | 56                 | Ni bilo polfinalov          | Ni bilo polfinalov          |
| 1990 | Christos Callow & Wave              | »Horis skopo«                      | 19.                | 11                 | Ni bilo polfinalov          | Ni bilo polfinalov          |
| 1991 | Sophia Vossou                       | »I anixi«                          | 13.                | 36                 | Ni bilo polfinalov          | Ni bilo polfinalov          |
| 1992 | Kleopatra                           | »Olu tu kosmu i elpidha«           | 5.                 | 94                 | Ni bilo polfinalov          | Ni bilo polfinalov          |
| 1993 | Kaiti Garbi                         | »Eladha, hora tu fotos«            | 9.                 | 64                 | Kvalifikacija za Millstreet | Kvalifikacija za Millstreet |
| 1994 | Kostas Bigalis & The Sea Lovers     | »To trehandiri«                    | 14.                | 44                 | Ni bilo polfinalov          | Ni bilo polfinalov          |
| 1995 | Elina Konstantopoulou               | »Pia prosefhi«                     | 12.                | 68                 | Ni bilo polfinalov          | Ni bilo polfinalov          |
| 1996 | Mariana Efstratiou                  | »Emis forame to himona anixiatika« | 14.                | 36                 | 12.                         | 45                          |
| 1997 | Marianna Zorba                      | »Horepse«                          | 12.                | 39                 | Ni bilo polfinalov          | Ni bilo polfinalov          |
| 1998 | Thalassa                            | »Mia krifi evesthisia«             | 20.                | 12                 | Ni bilo polfinalov          | Ni bilo polfinalov          |
| 2001 | Antique                             | »Die for You«                      | 3.                 | 147                | Ni bilo polfinalov          | Ni bilo polfinalov          |
| 2002 | Michalis Rakintzis                  | »S.A.G.A.P.O.«                     | 17.                | 27                 | Ni bilo polfinalov          | Ni bilo polfinalov          |
| 2003 | Mando                               | »Never Let You Go«                 | 17.                | 25                 | Ni bilo polfinalov          | Ni bilo polfinalov          |
| 2004 | Sakis Rouvas                        | »Shake It«                         | 3.                 | 252                | 3.                          | 238                         |
| 2005 | Helena Paparizou                    | »My Number One«                    | 1.                 | 230                | Top 12 prejšnje leto        | Top 12 prejšnje leto        |
| 2006 | Anna Vissi                          | »Everything«                       | 9.                 | 128                | Država gostiteljica         | Država gostiteljica         |
| 2007 | Sarbel                              | »Yassou Maria«                     | 7.                 | 139                | Top 10 prejšnje leto        | Top 10 prejšnje leto        |
| 2008 | Kalomira                            | »Secret Combination«               | 3.                 | 218                | 1.                          | 156                         |
| 2009 | Sakis Rouvas                        | »This Is Our Night«                | 7.                 | 120                | 4.                          | 110                         |
| 2010 | Giorgos Alkaios & Friends           | »OPA«                              | 8.                 | 140                | 2.                          | 133                         |
| 2011 | Loukas Giorkas feat. Stereo Mike    | »Watch My Dance«                   | 7.                 | 120                | 1.                          | 133                         |
| 2012 | Elefteria Eleftheriou               | »Aphrodisiac«                      | 17.                | 64                 | 4.                          | 116                         |
| 2013 | Koza Mostra feat. Agathon Iakovidis | »Alcohol Is Free«                  | 6.                 | 152                | 6.                          | 152                         |
| 2014 | Freaky Fortune feat. RiskyKidd      | »Rise Up«                          | 20.                | 35                 | 7.                          | 74                          |
| 2015 | Maria Elena Kyriakou                | »One Last Breath«                  | 19.                | 23                 | 6.                          | 81                          |
| 2016 | Argo                                | »Utopian Land«                     | Brez finala        | Brez finala        | 16.                         | 44                          |
| 2017 | Demy                                | »This Is Love«                     | 19                 | 177                | 10.                         | 115                         |
| 2018 | Yianna Terzi                        | »Oniro mou«                        | Brez finala        | Brez finala        | 14.                         | 81.                         |
| 2019 | Katerine Duska                      | »Better Love«                      | 21.                | 74                 | 5.                          | 185                         |
| 2020 | Stefania                            | »Supergirl«                        | Festival odpovedan | Festival odpovedan | Festival odpovedan          | Festival odpovedan          |
| 2021 | Stefania                            | »Last Dance«                       | 10.                | 170                | 6.                          | 184                         |
| 2022 | Amanda Tenfjord                     | »Die Together«                     | 8.                 | 215                | 3.                          | 211                         |
| 2023 | Victor Vernicos                     | »What They Say«                    | Brez finala        | Brez finala        | 13.                         | 14                          |
| 2024 | Marina Satti                        | »Zari«                             | 11.                | 126                | 5.                          | 86                          |
| 2025 | Klavdia                             | »Asteromáta«                       | 6.                 | 231                | 4.                          | 112                         |